# Scality
Scality  é uma companhia transnacional, baseada em São Francisco, California. Ela desenvolve espaços de armazenamento de objetos, definidos por programa de computador. O produto comercial da empresa é uma plataforma de software para armazenamento de objetos, chamada RING. O software Scality RING é accionado nos servidores industriais do tipo x86 para armazenar objetos e ficheiros. Scality também oferece algumas ferramentas do tipo opensource, incluindo Zenko CloudServer, compatível com a plataforma Amazon S3 API.

## História
Scality foi criada em 2009 por Jérôme Lecat, Giorgio Regni, Daniel Binsfeld, Serge Dugas e Brad King.
Em março de 2011, o capital empreendedor da Scality subiu $7 milhões. Em 2013, foi anunciada a rodada de capital de  $22 milhões, guiada por Menlo Ventures e Iris Capital com a participação da FSN PME e todas as investidoras, incluindo Idinvest Partners, OMNES Capital e Galileo Partners. Em agosto de 2015, o capital empreendedor subiu $45 milhões. O investimento de série D, providenciado por Menlo Ventures com a participação de todas as investidoras e uma nova investidora estratégica, BroadBand Tower, foi capitalizado. Em 2016, a HPE fez um investimento estratégico  na companhia. Em April de 2018, a companhia anunciou a rodada de capital de $60 milhões.
A Scality anunciou uma marca atualizada, junto com um acordo de distribuição global com a HP em outubro de 2014. A Scality adicionou Dell e Cisco como revendedores globais em 2015.